# Lijst van platenlabels Z
Dit is een lijst van platenlabels met als beginletter een Z.
- Zabel Muziek
- Zarjazz
- ZE Records
- Zealous Records

- Zebra Records
- Zell's Records
- Zéro Musique
- Zoo Entertainment

- Zone 4
- ZTT Records
- Zunior
- ZYX Music